# Water Girls
《Water Girls》（韓語：워터걸스）為韓國Channel A於2018年推出的綜藝節目，由金志映、崔汝珍、金希庭、洪允和、多榮等人共同主持，節目主軸為以MC們在濟州島親自挑戰海女採集的過程為主。

## 外部連結
- 官方網站 （页面存档备份，存于） 
- Daum上《Water Girls》的資料